# برايم (فلم)
پرايم أو برايم (Prime) هو فيلم رومانسي كوميدي أميركي من 2005 ببطولة اوما ثورمان وميريل ستريب وبريان غرينبرغ. وقد كتب وإخراج من قبل بن ينغر. وقد حقق الفيلم $ 67,937,503 في جميع أنحاء العالم.

## الرواية
رافي (أوما ثورمان) هي امرأة طلقت مؤخرا، 37 عاما سيدة الأعمال من مانهاتن الذي تصبح في علاقة عاطفية مع ديفيد (بريان غرينبرغ)، رسام يهودي موهوب 23 عاما من أبر ويست سايد. شاركت رافي جميع أسرار مع ليزا معالجتها (ميريل ستريب) التي، دون علم رافي، أم ديفيد. ليزا، داعمة للعلاقة رافي مع رجل أصغر سنا، تكتشف الاتصال وتجد نفسها في معضلة أخلاقية ومعنوية لتقديم المشورة لصديقة ديفيد، ولكن ترى أن وجه نظرها أصبح مختلفة عندما عرفت أن العلاقة رافي مع ابنها. ليزا تستشير طبيب معالج، وقرروا أنه الأفضل لرافي المريض مواصلة العلاج معها، طالما ان العلاقة تبقى غير مهما، كمل تبدو.
لكن، ليزا سرعان ما تدرك أن علاقة جادة، وتخبر رافي أنها والدة ديفيد. شعورا بالحرج وخيانة، رافي تنهي علاجها مع ليزا. الخلافاتهم تسبب بتفريق رافي لديفد. وبعد بضعة أسابيع في وقت لاحق، ديفيد يقضي ليلة في بلدة مع أفضل صديق له، فيسكر وانتها الأمر بالنوم مع سو، صديقه رافي من العمل. في اليوم نفسه، بعد رؤية بعضها البعض في السوبر ماركت والعودة إلى منزل ديفيد، ديفيد ورافي بدء رؤية بعضهم البعض مرة أخرى. كما أنهما حاولوا جعل العلاقة أقوى من خلال الذهاب إلى حفل عشاء ليلة الجمعة في شقة ليزا. ولكن رافي تكتسف أن ديفد اقام علاقة مع سو وتنهي العلاقة معه.

## وصلات خارجية
- مقالات تستعمل روابط فنية بلا صلة مع ويكي بيانات